# Krzywe Sioło (rejon piński)
Krzywe Sioło (biał. Крывое Сяло; ros. Кривое Село) – wieś na Białorusi, w obwodzie brzeskim, w rejonie pińskim, w sielsowiecie Pleszczyce.
W dwudziestoleciu międzywojennym leżało w Polsce, w województwie poleskim, w powiecie pińskim, w gminie Lemieszewicze. Po II wojnie światowej w granicach Związku Sowieckiego. Od 1991 w niepodległej Białorusi.